# Daniel J. Bernstein
Daniel Julius Bernstein (även känd som djb) född 29 oktober 1971, är en amerikansk matematiker, kryptografiker och programmerare verksam vid  University of Illinois i Chicago, Illinois, USA.
DJB har gjort sig känd som en förkämpe för fri användning av kryptografi och för design och implementation av en rad kompromisslösa systemprogram för unix-liknande system, till exempel mailsystemet qmail, djbdns och daemontools.